# كونور سيمبسون
كونور سيمبسون (بالإنجليزية: Connor Simpson)‏ هو لاعب كرة قدم بريطاني في مركز الدفاع، ولد في 24 يناير 2000 في Guisborough ‏ في المملكة المتحدة. لعب مع بريستون نورث إيند ونادي كارلايل يونايتد ونادي هارتلبول يونايتد.